# Jiří Sodoma
Jiří Sodoma (* 11. ledna 1995,  Velký Osek) je bývalý český fotbalový záložník, mistr Evropy v malém fotbale z roku 2018 a mládežnický reprezentant. Jeho fotbalovým vzorem je španělský reprezentační obránce Sergio Ramos.

## Klubová kariéra
Jiří Sodoma je odchovancem SK Slavia Praha. Na lavičce A-týmu se poprvé objevil 31. března 2014 před ligovým utkání s FK Mladá Boleslav. V Gambrinus lize debutoval pod nizozemským trenérem Alexem Pastoorem 8. dubna 2014 proti FK Baumit Jablonec (remíza 0:0). Dostal se na hřiště v samotném závěru střetnutí. Po problémech se srdcem ukončil kariéru.

## Reprezentační kariéra
Jiří Sodoma reprezentoval Českou republiku v mládežnické kategorii U19. Byl členem vítězného mužstva na Mistrovství Evropy v malém fotbale 2018